# Frank Mills
Frank Mills (Montreal, 27 juni 1942) is een Canadees pianist en artiest, vooral bekend van zijn solo instrumentale hit Music Box Dancer.

## Carrière
Mills groeide op in Verdun, Quebec en begon op driejarige leeftijd met pianospelen. Zijn familie was muzikaal en zijn moeder speelde ook piano en zijn vader zong tenor. Tegen de tijd dat hij 17 was, overleden beide ouders aan kanker.
Frank Mills studeerde van 1961 tot 1965 compositie aan de McGill-universiteit. Bij McGill studeerde hij aanvankelijk techniek, maar stapte uiteindelijk over naar het Department of Music. Hij amuseerde zijn Delta Upsilon-broederschap met liedjes van ragtime tot Bob Dylan (toen een nieuwe muzikant). De broederschapspiano had punaises op elke hamer en produceerde een uniek geluid.
Vanaf 1969 was hij lid van de Canadese muziekgroep The Bells. Hij verliet de band in 1971 net voordat het internationaal succes had met de single Stay Awhile. Als solist had Mills na het verlaten van de band in 1972 vervolgens weinig succes. Zijn ongetwijfeld belangrijkste hit was het nummer Music Box Dancer (1978) met een 3e plaats in de Verenigde Staten. Het was tevens zijn enige, die in de Verenigde Staten een hogere positie dan de 40e plaats haalde. Van de gedrukte bladmuziek van het nummer werden meer dan drie miljoen exemplaren verkocht. In Duitsland belandde het nummer op de 12e plaats en bleef 18 weken vertegenwoordigd in de hitparade. In Zwitserland stond Music Box Dancer vijf weken op de toppositie.
Mills werkte als pianist voor CBC Television en nam zijn eerste soloalbum Seven Of My Songs op, dat de hitsingle Love Me, Love Me Love opleverde. Het nummer maakte zijn debuut in de Canadese hitlijsten in oktober 1971 en bereikte begin het volgende jaar nummer 1 in de Canadese hitlijsten, nummer 46 in de Billboard Hot 100 en nummer 8 in de Easy Listening-hitlijst van Billboard. Zijn cover van Poor Little Fool van Ricky Nelson uit 1972 plaatste zich in de top 25 in de Canadese hitlijsten, maar bereikte alleen nummer 106 in de Verenigde Staten.
Mills bracht in 1974 een album uit met daarop Music Box Dancer, maar het was aanvankelijk geen hit. Toen hij in 1978 opnieuw tekende met Michael Hoppé bij Polydor Canada, bracht het label een nieuw nummer uit als single met Music Box Dancer op de B-kant. De single werd naar easy-listening radiostations in Canada gestuurd, maar een kopie werd per abuis naar CFRA-AM, een popstation in Ottawa, gestuurd. De programmadirecteur speelde de A-kant en kon niet achterhalen waarom deze naar zijn station was gestuurd, dus speelde hij de B-kant om te zien of de plaat per ongeluk was gemarkeerd. Hij hield van Music Box Dancer en voegde het toe aan de afspeellijst van zijn station, waardoor de plaat een Canadese hit werd. Dave '50.000' Watts, een radiopersoonlijkheid uit Ottawa Valley, gaf de plaat uitgebreide airplay op het station. Het album werd goud in Canada, wat Polydor in de Verenigde Staten ertoe bracht het album en de single uit te brengen.
In Nashville begon nieuwsproducent Bob Parker van WNGE-TV het nummer te spelen tijdens de aftiteling van het journaal. Nashville-dj's gaven het nummer snel airplay en zowel de single als het album waren hits. De miljoenenseller (goud-gecertificeerde) single bereikte nummer 3 in de Billboard Hot 100 in het voorjaar van 1979, evenals nummer 4 in de Billboard Easy Listening-hitlijst, terwijl het album nummer 21 bereikte in de Billboard Top Albumhitlijst en ook goud werd. Polydor kende een gouden plaat toe aan tv-station WNGE voor het breken van de single in de Verenigde Staten.
Music Box Dancer was Mills' enige Amerikaanse Top 40-pophit. De opvolgende single Peter Piper, een ander instrumentaal pianostuk,  piekte op nummer 48 in de Billboard Hot 100, maar werd een Top 10-hit in de Billboard Adult Contemporary-hitlijst. Mills slaagde erin een laatste Adult Contemporary-hitlijst binnen te komen met Happy Song, die begin 1981 piekte op nummer 41.
Mills won in 1980 twee Juno Awards voor Peter Piper, één voor «Composer of the Year» en één voor «Instrumental Artist of the Year». In de laatste categorie won hij opnieuw in 1981.
Hij bleef albums uitbrengen tot het begin van de jaren 1990. In 2010 reisde hij op een kersttournee met de Canadese zangeres Rita MacNeil. Mills en MacNeil toerden opnieuw in november-december 2012.

## Film- en televisieoptredens
Music Box Dancer was het themalied van de lokale CBS-tv-documentaire show 2 on the Town  in Los Angeles van 1979 tot het begin van de jaren 1980.
Music Box Dancer is te horen in een aflevering van The Simpsons en in de Kill Bill-films. Het werd gebruikt als themamelodie voor het BBC2-golfprogramma Around with Alliss, en ook als een populair nummer op de BBC1 tradetest (testcard) uitzendingen. Andere nummers van Frank Mills, waaronder From a Sidewalk Cafe, werden in de jaren 1970 en 1980 op BBC1 en BBC2 gebruikt tijdens testcards, teletekst en intervallen tussen programma's.
In de late jaren 1970 en vroege jaren 1980 had Mills een aantal optredens op de jaarlijkse Telemiracle telethons, uitgezonden vanuit Saskatoon en Regina, Saskatchewan.

## Discografie

### Singles
- 1972:	Love Me, Love Me Love
- 1979: Music Box Dancer
- 1979: Peter Piper

### Albums
- 1979:	Music Box Dancer
- 1979: Sunday Morning Suite

- Biblioteca Nacional de España: XX1032785
- Gemeinsame Normdatei: 134463323
- International Standard Name Identifier: 0000 0001 1437 8643
- Library of Congress Control Number: n92101208
- MusicBrainz: b01d2611-8f51-406f-be72-9978c438f60d
- Nationale Bibliotheek van Tsjechië: xx0027405
- Nationale Bibliotheek van Israël: 987007348363905171
- Nederlandse Thesaurus van Auteursnamen: 074176161
- Système universitaire de documentation: 171888596
- Virtual International Authority File: 11506644
- WorldCat: E39PBJf48DwF9G9btG4qJC3JDq